# Allez-et-Cazeneuve
Allez-et-Cazeneuve is een gemeente in het Franse departement Lot-et-Garonne (regio Nouvelle-Aquitaine) en telt 641 inwoners (2005). De plaats maakt deel uit van het arrondissement Villeneuve-sur-Lot.

## Geografie
De oppervlakte van Allez-et-Cazeneuve bedraagt 10,6 km², de bevolkingsdichtheid is 60,5 inwoners per km².
De onderstaande kaart toont de ligging van Allez-et-Cazeneuve met de belangrijkste infrastructuur en aangrenzende gemeenten.

## Demografie
Onderstaande figuur toont het verloop van het inwonertal (bron: INSEE-tellingen).